# Renault Voiturette
El Renault Voiturette fue el primer automóvil producido por Renault y fue fabricado entre 1898 y 1903. El nombre fue utilizado por cinco modelos. 
Los primeros Voiturettes usaban motores De Dion-Bouton. El coche montaba neumáticos Continental, que siguen utilizándose para diversos modelos modernos de la marca francesa.

## Voiturette Tipo A

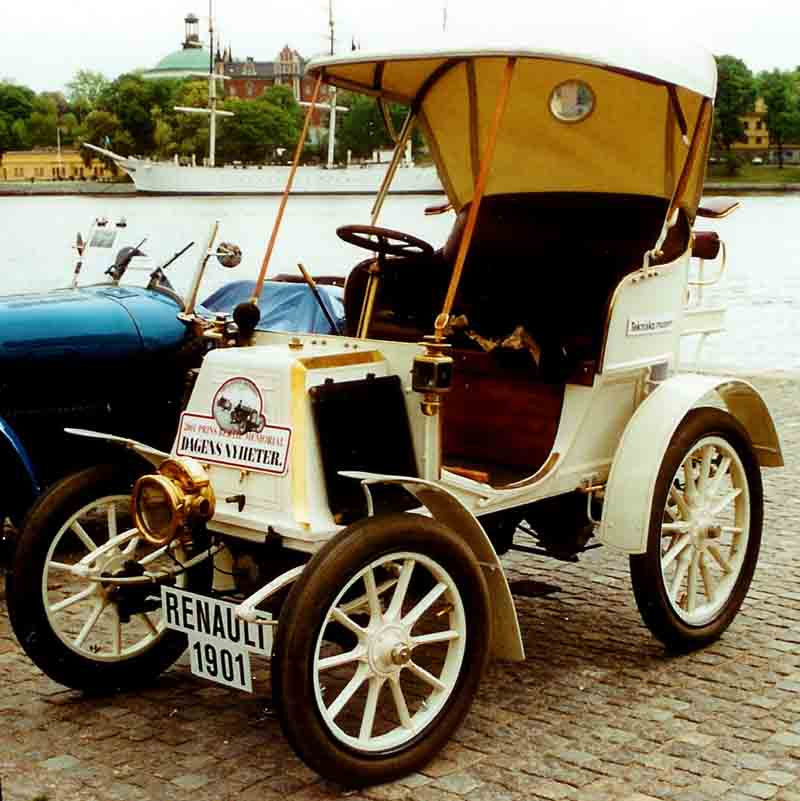
Renault Tipo D Serie B Voiturette 1901.

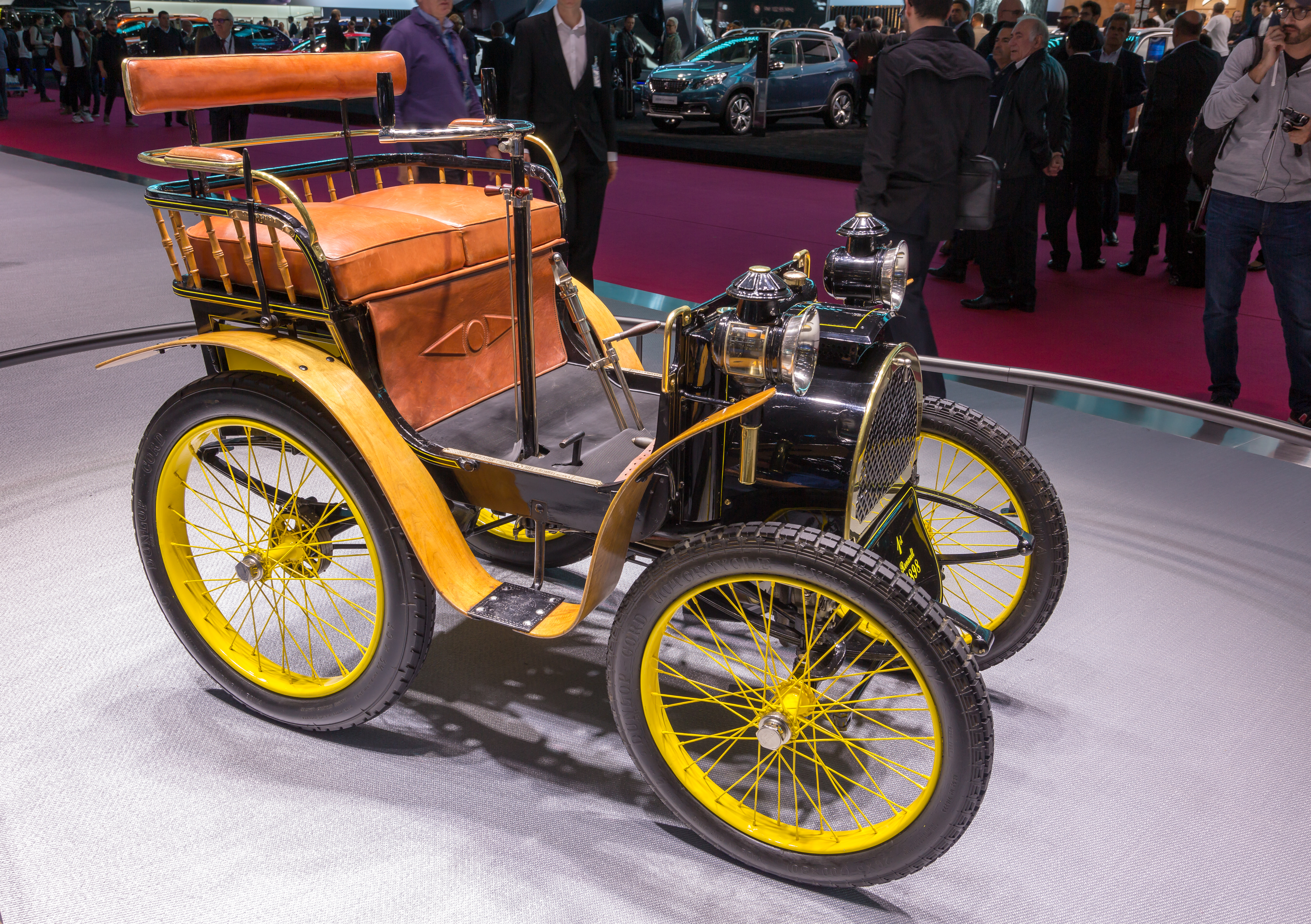
Vista real del Renault Voiturette.

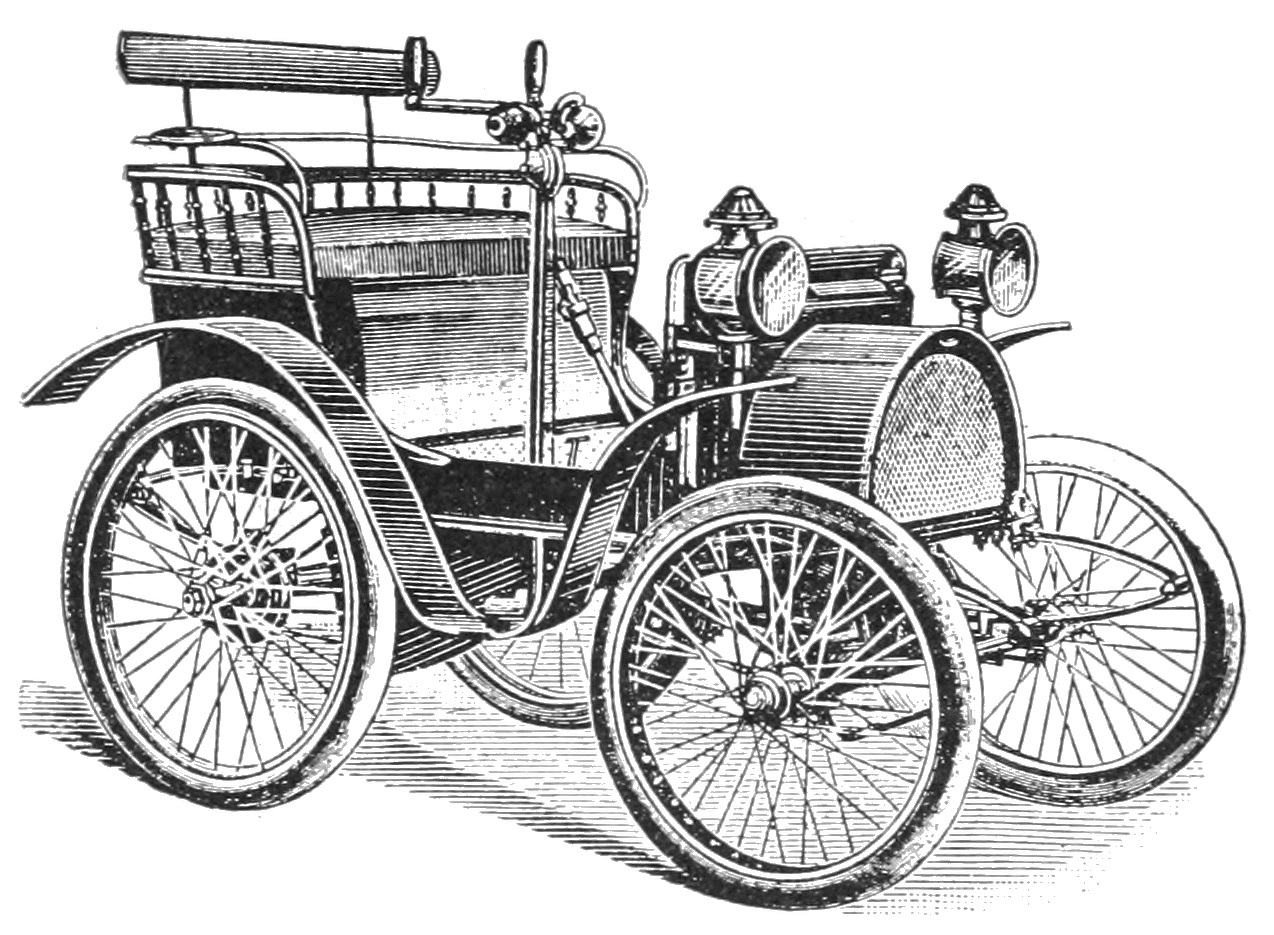
Vista general del Renault Voiturette (1900).

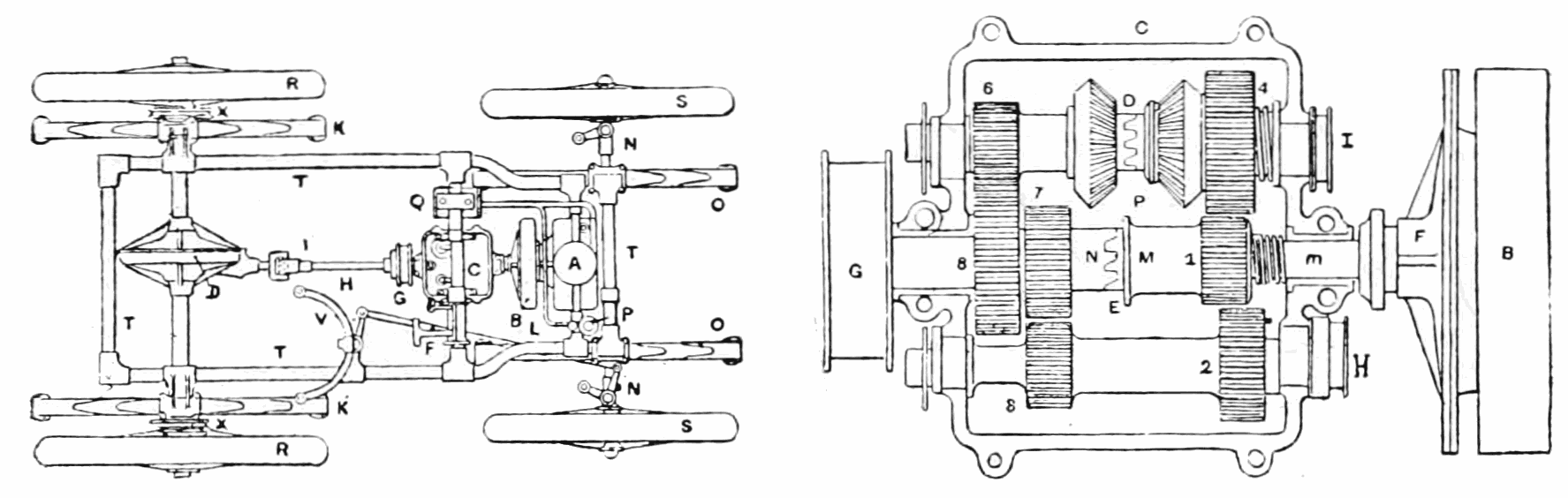
Plano del chasis del Renault Voiturette y de la caja de velocidades.

El Voiturette fue diseñado por Louis Renault en 1898. El primero fue vendido a un amigo del padre de Louis después de ir a dar un paseo con el propio Louis por la calle Lepic el 24 de diciembre de 1898. Doce coches más se vendieron esa noche. La razón principal para comprarlo era la increíble capacidad del vehículo para subir calles sin ninguna dificultad y su economía de combustible.
El coche usaba un motor de un cilindro De Dion-Bouton, lo que le permitía alcanzar una velocidad máxima de 32 km/h.

## Voiturette Tipo B
El tipo B era básicamente el mismo Voiturette. La diferencia era el aspecto extraño del coche, que incluía un techo y dos puertas. Louis Renault inventó el sedán en 1899.

## Voiturette Tipo C
El tipo C fue el primer coche de cuatro plazas de Renault. Después de varias modificaciones mecánicas y de diseño, se empezó a producir en 1900.
Fue presentado en el Salón del Automóvil de París de 1900, donde Renault Frères participó por primera vez como fabricante de automóviles.
Un modelo tipo C sin carrozar participó en el 9.° Trofeo Milano (una carrera de regularidad italiana para vehículos clásicos) en 2015.

## Voiturette Tipo D / E
Los Voiturettes Tipo D y E eran similares al Tipo C, pero con algunas diferencias, sobre todo el motor mejorado de 5CV. El Tipo D era idéntico al tipo C excepto el techo retráctil y el Tipo E mostraba un techo más largo que el del tipo B, pero sin ningún tipo de puerta. El tipo G utiliza el mismo chasis y carrocería que el Tipo D y E, pero con motor mejorado.

## Voiturette Tipo G
Este fue el diseño más evolucionado del modelo Voiturette de Renault, denominado Tipo G. Tenía un motor monocilíndrico de 864 cc, refrigerado por agua, un motor De Dion con 8 CV. Los radiadores que monta en disposición simétrica a los lados fueron diseñados para el Tipo C en el año 1900, pero no se introdujeron finalmente hasta el Tipo G.
Los amortiguadores semielípticos delanteros y traseros brindaban una gran comodidad de viaje para la época, el gran motor De Dion catapultó este modelo a varias victorias en carreras de France y toda Europa. Las carreras en aquella época se corrían por gente rica (o hijos) y las velocidades que alcanzaban estaban en torno a los 55 km/h (el récord mundial por aquel entonces, en 1901, era 92 km/h).